# Kurt August Haegler
Kurt August Haegler, Pseudonym Peter Pee (* 29. März 1900 in Basel; † 21. Juli 1967 ebenda) war ein Schweizer Journalist, Schriftsteller und Verkehrsdirektor der Stadt Basel.

## Leben und Werk

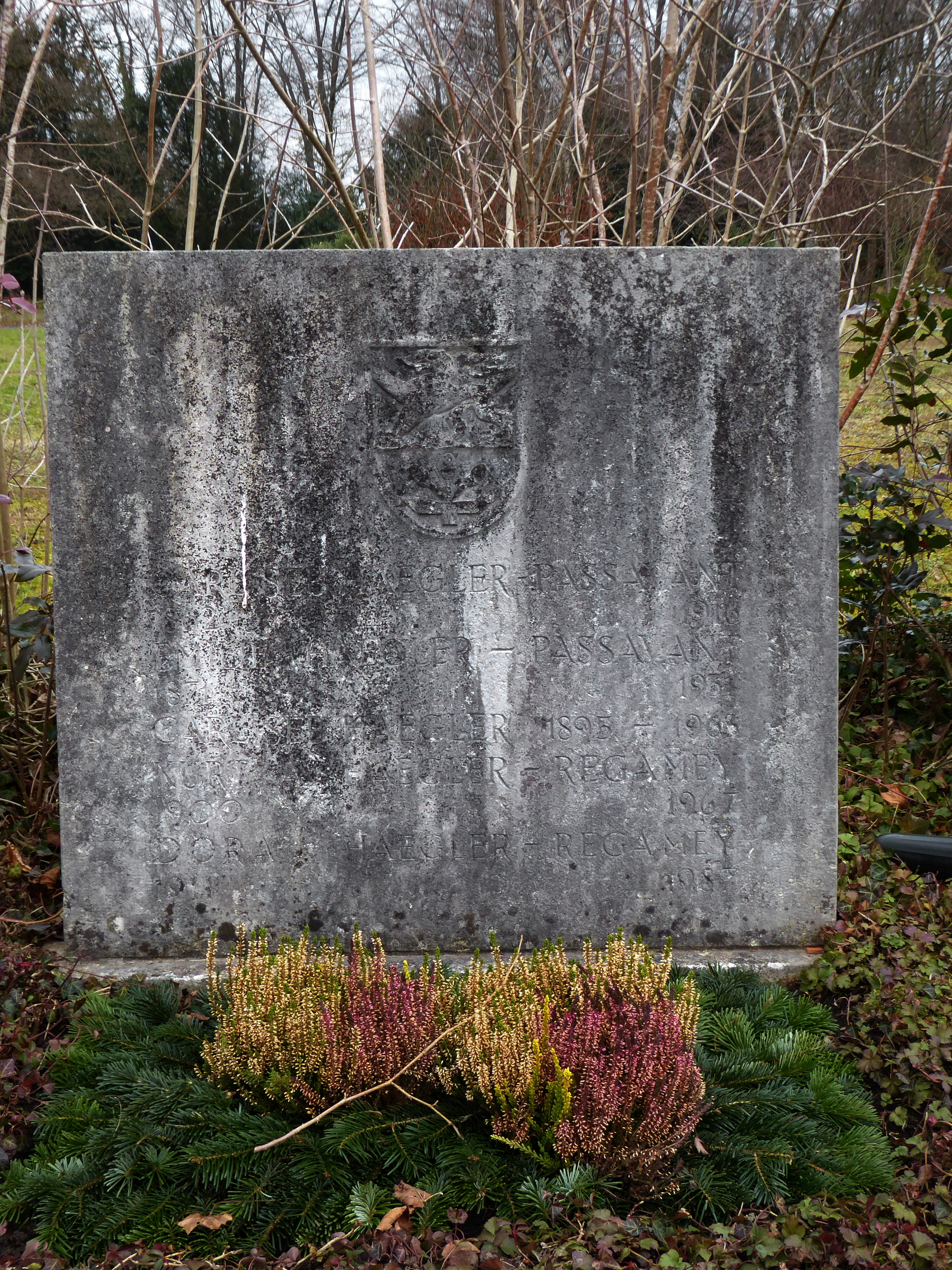
Familiengrab, Friedhof am Hörnli

Kurt August Haegler war ein Sohn des Carl Sebastian Haegler und der Emilie, geborene Passavant (1871–1931). 
Haegler besuchte 1918 die École de Commerce Neuchâtel. 1925 hielt er sich in Berlin auf und war als freier Journalist tätig. Von 1927 bis 1931 lebte er in Kanada. 1931 kehrte er nach Basel zurück. Er arbeitete bis 1936 für die Inseratenagentur Publicitas in Basel, Bern, und Olten. 
Nach einer Weltreise war Haegler von 1938 bis 1940 als Propagandachef – heute wäre er ein Kommunikationsmanager – für die Swissair tätig. Anschliessend wirkte er bis 1965 als Verkehrsdirektor von Basel. Zusammen mit Robert Balthasar Christ gab er die umfangreiche Baseldytsch-Sammlung heraus. Unter dem Pseudonym Peter Pee schrieb er verschiedene Jugendbücher, etliche Romane und Feuilletons. Diverse seiner Artikel wurden in der Weltpresse nachgedruckt.
Haegler war mit Dora, geborene Regamey (1911–1987) verheiratet. Ihre letzte Ruhestätte fanden sie auf dem Friedhof am Hörnli.